# Francis Barrallier
Francis Louis Barrallier (Toulon, 19 octobre 1773 - Londres, 11 juin 1853) est un ingénieur et explorateur franco-britannique.

## Biographie
Fils aîné de Jean-Louis Barrallier, un ingénieur de marine français, partisan royaliste exilé au Royaume-Uni en 1793 après le siège de Toulon par les républicains, il est envoyé en Nouvelle-Galles du Sud en avril 1800 pour y faire des travaux d'arpentage et de topographie.
Nommé ingénieur et officier d'artillerie en août 1801, il établit les plans de l'orphelinat de Parramatta et participe à plusieurs expéditions, telles un voyage au détroit de Bass et en côte sud avec James Augustus Grant ou un périple sur la Hunter River et à Coal Harbour.
En octobre-novembre 1802, il dirige une exploration dont le but est de trouver un passage au-delà des Blue Mountains à l'ouest de Sydney, mais devant l'hostilité des aborigènes, doit rebrousser chemin.
Le 12 novembre 1802, il note dans son journal qu'il a vu des indigènes lançant "une pièce de bois en forme de demi-cercle"; "Ils le lancent dans l'air, le faisant tourner sur lui-même, avec une telle vitesse qu'on ne peut le voir revenir vers le sol; on entend seulement un sifflement". Il s'agit de la plus ancienne relation connue du vol d'un boomerang.
Après avoir quitté l'Australie en 1803, il est nommé à Saint-Vincent (1806), à la Martinique (1809) puis à La Barbade dont il effectue l'arpentage et à la Guadeloupe (1814).